# Liste der Monuments historiques in Diancey
Die Liste der Monuments historiques in Diancey führt die Monuments historiques in der französischen Gemeinde Diancey auf.

## Liste der Objekte
| Bezeichnung                   | Beschreibung                               | Standort                        | Kennzeichnung | Schutzstatus | Datum | Bild |
| ----------------------------- | ------------------------------------------ | ------------------------------- | ------------- | ------------ | ----- | ---- |
| Skulptur eines Mönches        | Holz, 15. Jahrhundert                      | in der Kirche St-Andoche (Lage) | PM21000722    | Classé       | 1916  |      |
| Skulptur Unterweisung Mariens | Kalkstein, farbig gefasst, 17. Jahrhundert | in der Kirche St-Andoche (Lage) | PM21000723    | Classé       | 1938  |      |